# تولپاروو
تولپاروو (انگلیسی: Tolparovo) یک شهرک در شهرستان گافوریسکی استان باشقیرستان کشور روسیه است.